# Mirax cremastobombyciae
Mirax cremastobombyciae är en stekelart som först beskrevs av David Timmins Fullaway 1956. 
Mirax cremastobombyciae ingår i släktet Mirax och familjen bracksteklar. Inga underarter finns listade i Catalogue of Life.